# Рюаваллен
«Рю́аваллен» (швед. Ryavallen) — многофункциональный стадион в шведском городе Бурос, бывшая домашняя арена футбольных клубов «Эльфсборг» и «Норрбю» (до 2005 года). Открыт в 1941 году и неоднократно был реконструирован с того времени. Максимальная вместимость стадиона составляет 19 400 зрительских мест. Арена принимала два матча Чемпионата мира по футболу 1958 года.

## История
Стадион был открыт 17 августа 1941 и предназначен для проведения футбольных матчей и легкоатлетических соревнований. «Рюаваллен» в течение многих лет был домашней ареной футбольных клубов «Эльфсборг» и «Норрбю», пока в 2005 году не состоялось открытие по соседству «Бурос-Арены».
Главным событием, которое имело место на «Рюаваллене», стало проведение матчей Чемпионата мира по футболу 1958 года. Стадион в Буросе был удостоен чести принять сразу два поединка между командами 4 группы. Так, 11 июня сборная СССР одолела здесь команду Австрии со счётом 2:0, а четыре дня спустя англичане все с теми же австрийцами разыграли боевую ничью (2:2). В первом матче на стадионе присутствовали 21 239 зрителей, а во втором — 15 872.
Рекорд посещаемости футбольных матчей в соревнованиях клубных команд был установлен 3 сентября 1961 года в поединке между «Эльфсборгом» и «Норрчёпингом», за которым вживую наблюдали 22 654 зрителя. После реконструкции вместимость стадиона уменьшилась, поэтому превзойти этот рекорд возможности уже не было.
В 2005 году в городе появилась новая современная спортивная арена, где продолжили свои выступления местные футбольные клубы. И всё же в большей степени «Рюаваллен» стал использоваться в качестве места проведения легкоатлетических соревнований. Одну из трибун вдоль поля (северную) снесли, а вместо неё был построен легкоатлетический зал для проведения соревнований в помещении. В связи с этим вместимость стадиона уменьшилась с 19 400 зрительских мест до 12 000, примерно половина из которых находится под навесом. Последняя серьезная реконструкция коснулась стадиона в 2012 году. Спорткомлекс включает в себя 8 дорожек для бега на дистанции до 100 метров, 6 беговых дорожек вокруг футбольного поля, 4 ямы для прыжков, секторы для толкания ядра, прыжков с шестом и прыжков в высоту. Арену оборудовали громкоговорителем, раздевалками и достаточным количеством туалетов. Свои соревнования здесь проводит спортивное общество «Имер».